# Scaptia jacksonii
Scaptia jacksonii är en tvåvingeart som först beskrevs av Pierre Justin Marie Macquart 1838.
Scaptia jacksonii ingår i släktet Scaptia och familjen bromsar. Inga underarter finns listade i Catalogue of Life.